# پل بنکرافت
پل بنکرافت (انگلیسی: Paul Bancroft؛ زادهٔ ۱۰ سپتامبر ۱۹۶۴) بازیکن فوتبال اهل بریتانیا است.
از باشگاه‌هایی که در آن بازی کرده‌است می‌توان به باشگاه فوتبال نانیتون تاون اشاره کرد.
وی همچنین در تیم ملی فوتبال England C بازی کرده‌است.